# Nové Hrady, České Budějovice
Nové Hrady là một thị trấn thuộc huyện České Budějovice, vùng Jihočeský, Cộng hòa Séc.